# Clas Bjerkander
Clas Bjerkander (* 23. September 1735 in Bjerka socken bei Skara, Schweden; † 1. August 1795) war ein schwedischer Geistlicher und Naturforscher. Sein offizielles botanisches Autorenkürzel lautet Bjerk.

## Leben und Wirken
Ab 1758 studierte Bjerkander an der Universität Uppsala und war danach als Pfarrer tätig. Seine naturwissenschaftlichen Interessen galten vor allem der Meteorologie, Entomologie und Botanik, hier besonders der Pilzkunde.
Zusammen mit Andreas Dahl und anderen begründete er die Svenska Topographiska Sällskapet i Skara („Schwedische topographische Gesellschaft zu Skara“).

## Dedikationsnamen
Nach Bjerkander wurden sowohl eine Tierart als auch eine Pilzgattung benannt:
- Pyralis bjerkandriana (Mehlmotte)
- Bjerkandera mit der Art:
  - Bjerkandera adusta (Willd. ex Fr.) P. Karst. (Angebrannter Porling oder Rauchporling)